# Kd-lok
Kd-lok var ett svenskt ånglok för godståg med tender baserade på SJ:s tidigare erfarenheter från Ka-, Kb- och Kc-loken. De var dock kraftigare och avsedda att möta de alltmer ökande kraven på godstrafiken i Sverige under det sena 1800-talet. De första loken levererades år 1890 från Nydquist&Holm AB i Trollhättan (sedermera NOHAB) som levererade totalt 30 lok. Lok kom också att levereras från Motala verkstad  (totalt 98 lok), Vagns- & Maskinfabriksaktiebolaget i Falun (totalt 10 lok) samt Kristinehamns Mekaniska Verkstad (totalt 1 lok). Totalt levererades 139 exemplar av loket till SJ fram till 1902, vilket gör dem till landets vanligaste ånglokstyp genom tiderna.
Loken hade tre drivande axlar, och ett största axeltryck om 12,6 ton. De fick en största tillåtna hastighet av 60 km/h och en dragkraft om 5,9 Mp. Loken användes med tvåaxliga tendrar typ Kd, som rymde 4 ton kol och 9,5 m³ vatten.
53 lok ombyggdes år 1921–1928 med överhettare och fick förändrad beteckning till Ka, 1942 ändrat till K och 1947 till KA. De sista loken av denna typ slopades 1966, efter att ha tjänstgjort i malmvagnsväxling i Luleå.
Två lok finns bevarade. Nr 390 finns på Sveriges järnvägsmuseum i Gävle; det byggdes aldrig om utan är i så gott som samma skick som när det ställdes av 1929. Nr 692 fanns länge på Linköpings Järnvägsmuseum, men är sedan ett par år tillbaka i Grängesberg för återställning till driftdugligt skick i Sveriges Järnvägsmuseums regi.

## Lokbilder

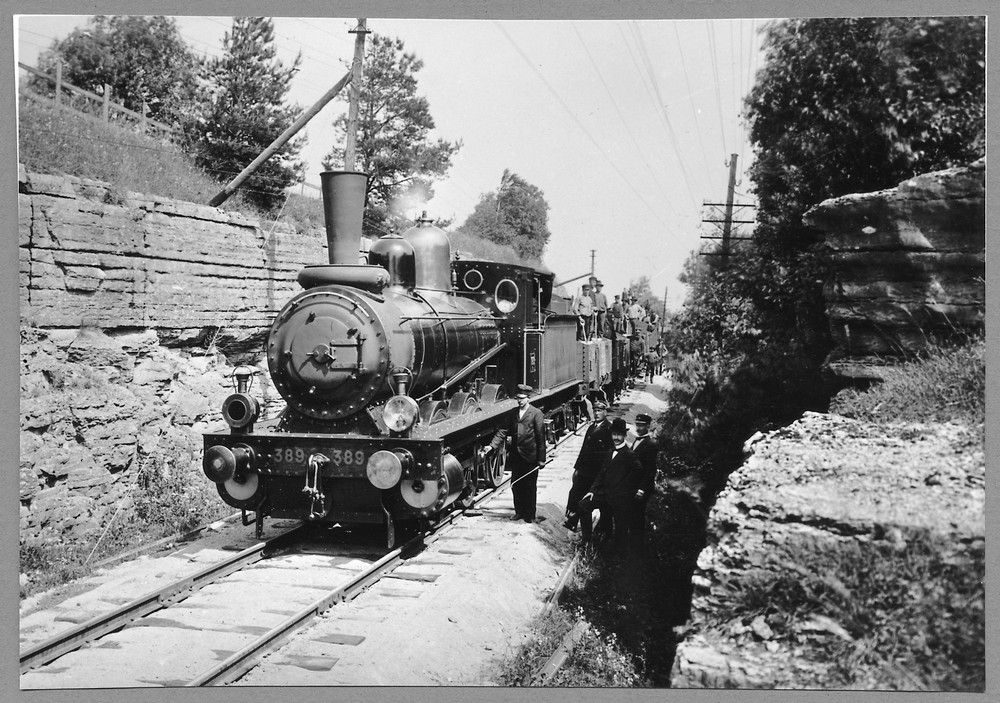
SJ Kd 389. Tillverkat 1890 av Nohab. Loket såldes 1929 som skrot till Horndals Järnverk..Det var det första av totalt 139 lok av denna typ levererade till SJ tillverkade av olika leverantörer. Nohab levererade 30 lok .
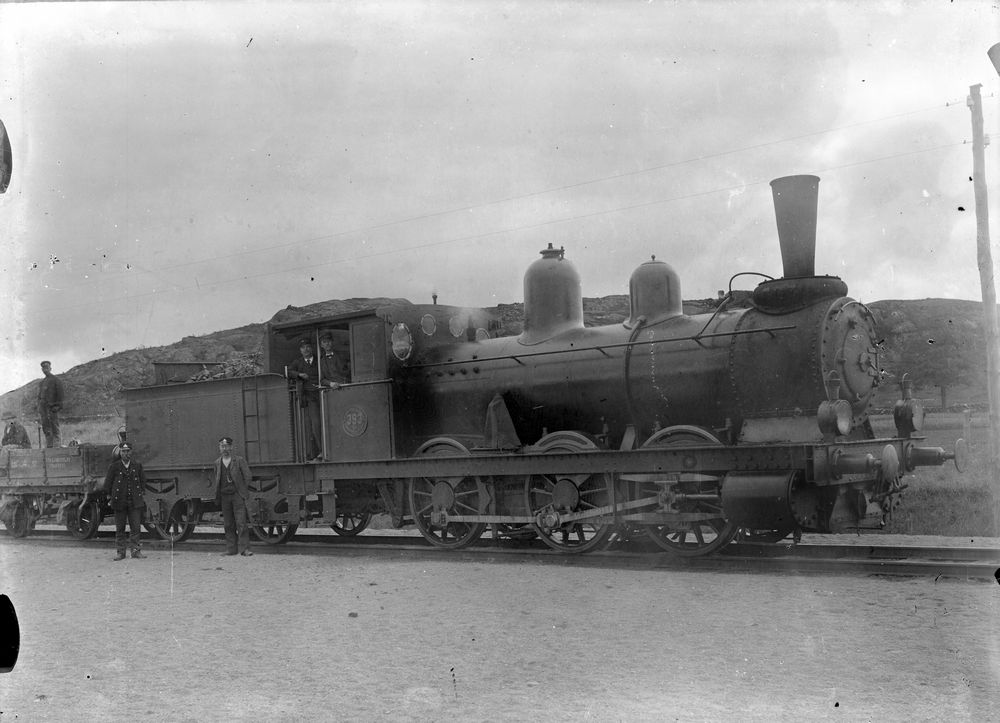
SJ Kd 393. Tillverkat 1891 av Motala verkstad.Loket såldes 1928 som skrot till AB Järnbruksförnödenheter.. Detta var det första av totalt 98 lok av denna typ som Motala verkstad levererade till SJ.
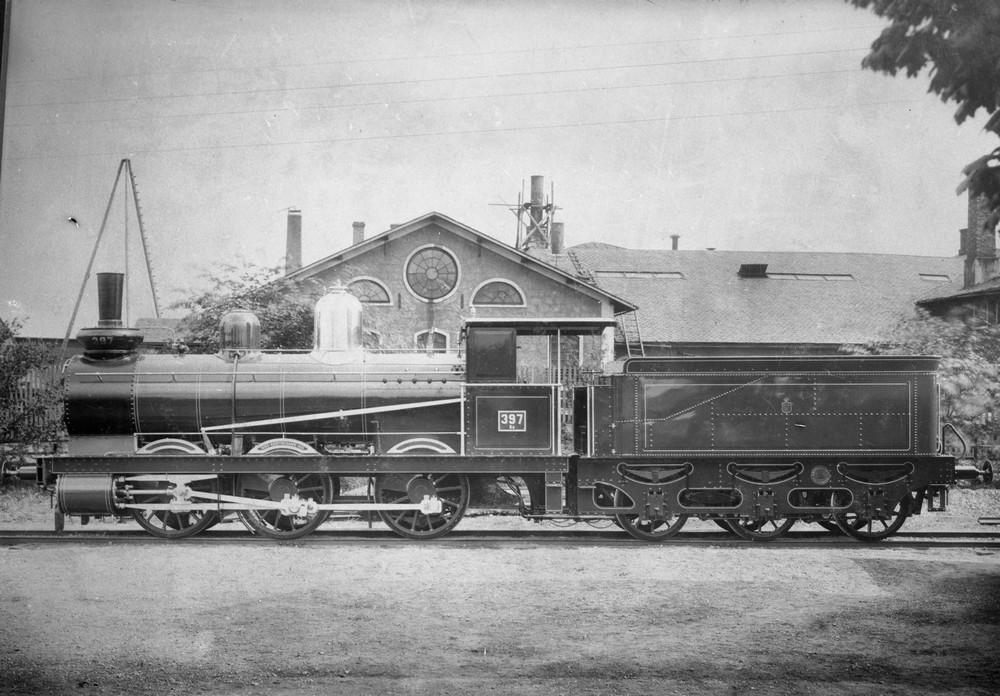
SJ Kd 397. Tillverkades 1891 Kristinehamns Mekaniska Verkstad. Loket skrotades 1925 i Göteborg. Detta var det enda loket av denna typ som levererades av[Kristinehamns Mekaniska Verkstad till SJ.
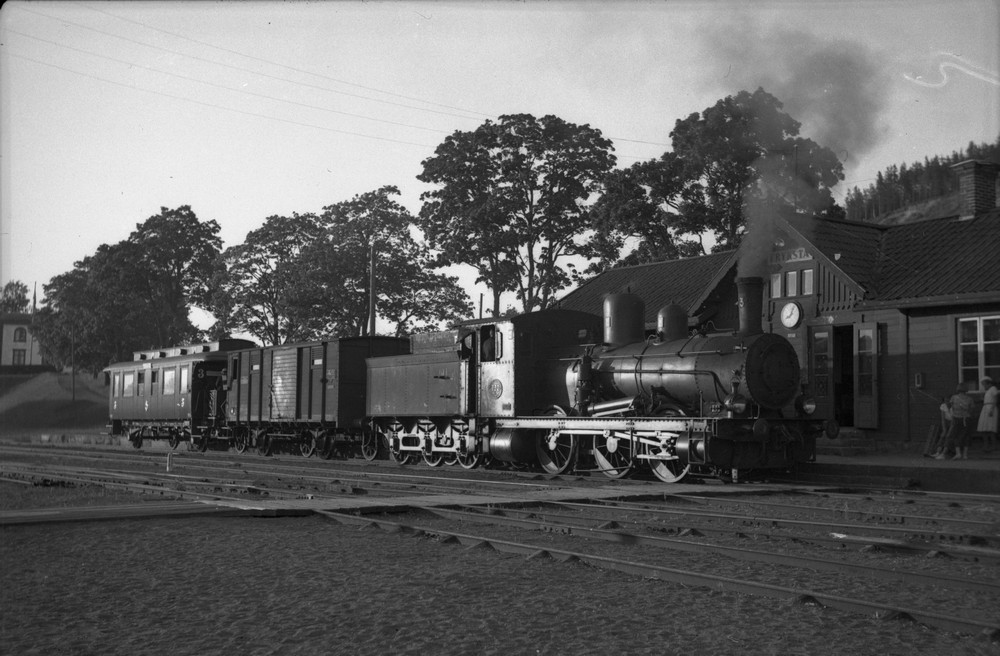
SJ Kd 732. Tillverkades 1902 av Motala verkstad och var det sista loket av den typen som levererades till SJ. Loket byggdes om 1928 till SJ Ka 732, omlittererades 1942 till SJ K 732, omlittererades 1947 till SJ KA 732, slopades 1966  och skrotades slutligen 1967 i Östersund.